# 蒂朵與艾尼亞斯
《蒂朵與艾尼亞斯》（Dido and Aeneas）是亨利·普賽爾作曲的歌劇，由序曲和3幕所構成，作於1688年左右。

## 概要
作品取材自維吉爾的《艾尼亞斯紀》，故事敘述艾尼亞斯王子因特洛伊戰爭失去祖國，為了再興祖國前往羅馬，卻在海上遭遇暴風雨，漂流至迦太基，迦太基女王后蒂朵同情艾尼亞斯，之後兩人相愛。然而憎恨蒂朵的女巫利用計謀，使艾尼亞斯離開蒂朵，最後蒂朵悲傷過度而亡。

## 登場人物
登場順序
- 蒂朵（女高音）：迦太基女王。
- 貝琳達（女高音）：蒂朵的姊妹，侍女。
- 侍女（次女高音或女高音）：蒂朵的侍女。
- 艾尼亞斯（男高音）：特洛伊王子。
- 女巫（次女高音、女低音或男低音）：憎恨蒂朵的魔女。
- 魔女一（次女高音）：女巫的手下。
- 魔女二（女高音）：同上。
- 精靈（墨丘利）（女高音或假聲男高音）：變裝的魔女。
- 水手（男高音）
- 合唱

## 脚注

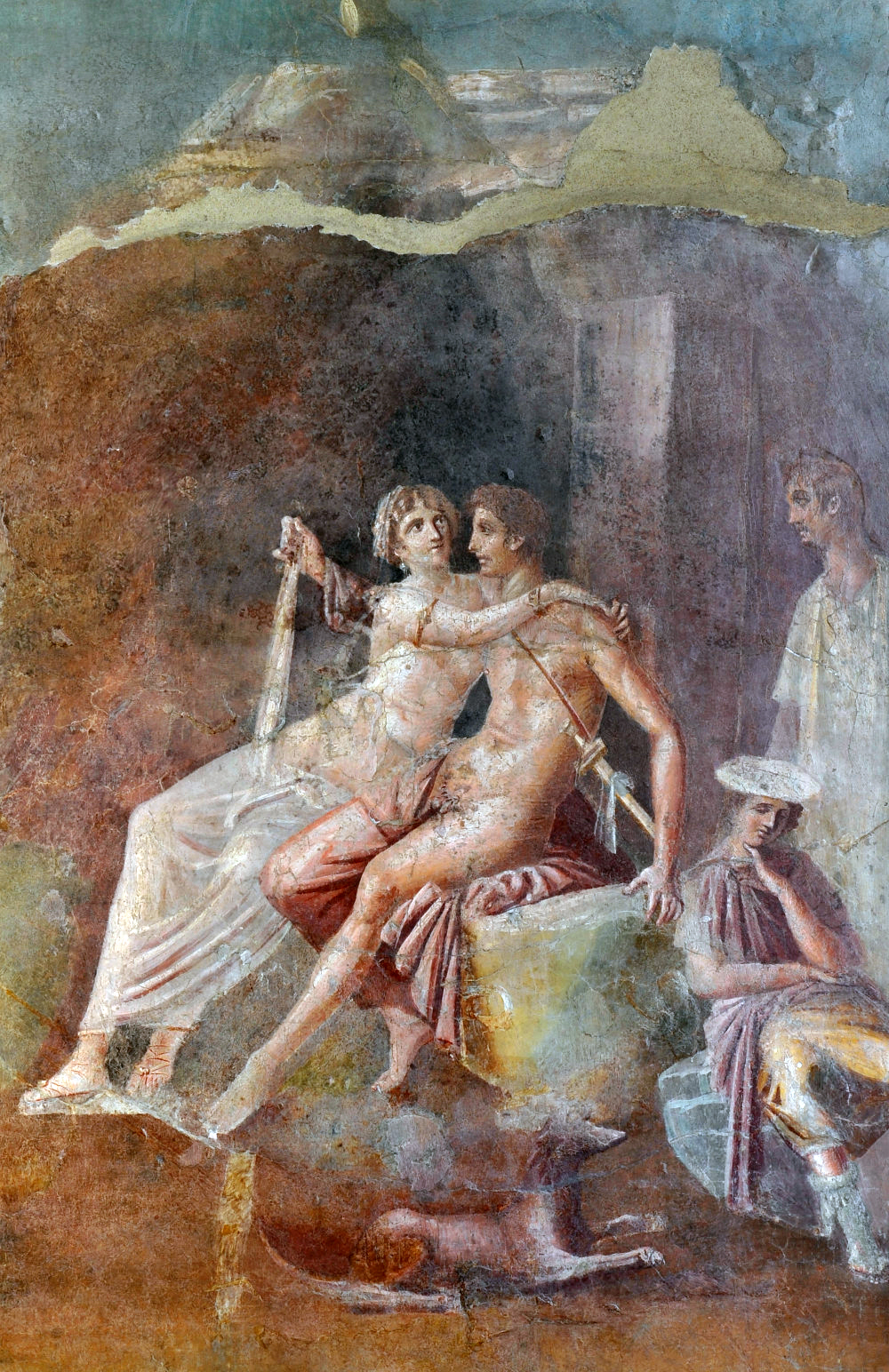
蒂朵與艾尼亞斯

1. ↑  White, Bryan, 'Letter from Aleppo: dating the Chelsea School performance of Dido and Aeneas', 426